# 帰ってきたらいっぱいして。〜アラサー漫画家、年下リーマンに愛でられる〜
『帰ってきたらいっぱいして。〜アラサー漫画家、年下リーマンに愛でられる〜』（かえってきたらいっぱいして アラサーまんがか とししたリーマンにめでられる）は、ましい柚茉による日本の漫画作品。電子雑誌『&FLOWER』（小学館）にて2021年28号（6月25日発売）より連載中。
2023年10月より、読売テレビにてテレビドラマが放送された。

## 書誌情報
電子書籍のみの発売。
- ましい柚茉 『帰ってきたらいっぱいして。〜アラサー漫画家、年下リーマンに愛でられる〜』 小学館〈Sho-Comiフラワーコミックス〉、既刊3巻（2023年8月24日現在）
  1. 2023年8月24日発売[3]
  2. 2023年8月24日発売[4]
  3. 2023年8月24日発売[5]

## テレビドラマ
『帰ってきたらいっぱいして。』のタイトルで、2023年10月20日（19日深夜）から12月22日（21日深夜）まで読売テレビの「ドラマDiVE」枠で放送された。主演は小島健と浅川梨奈。

### キャスト

#### 主要人物
高城直哉
演 - 小島健

福永朱音
演 - 浅川梨奈

#### 周辺人物
桐原歩
演 - 宮崎秋人

飯田漠
演 - 神尾佑

鷺坂芙美乃
演 - 中村中

中野美月
演 - めがね

漆原このみ
演 - 辻凪子

江頭正和
演 - 西原誠吾

福永希帆
演 - しゅはまはるみ

河西芽依
演 - 兼行凜

### スタッフ
- 原作 - ましい柚茉『帰ってきたらいっぱいして。〜アラサー漫画家、年下リーマンに愛でられる〜』（小学館「&フラワー」）[2][6]
- 脚本 - 下亜友美、澤田育子、湯田美帆[2][6]
- オープニング主題歌 - Aぇ! group 「純情パスファインダー」[6]
- エンディング主題歌 - FAKY「大丈夫 [Prod. ☆Taku Takahashi (m-flo)]」（rhythm zone）[7]
- 監督 - 澤田育子、高橋雄弥[2][6]
- チーフプロデューサー - 沼田賢治、内部健太郎
- プロデューサー ｰ 福士まりか、𠮷田卓麻、多鹿雄策、福田浩之、村上歩、平体雄二、宮田幸太郎
- 制作プロダクション - スタジオブルー[2][6]
- 製作 - 「帰ってきたらいっぱいして。」製作委員会、読売テレビ、エイベックス・ピクチャーズ[2][6]

### 放送日程
| 話数   | 放送日   | サブタイトル               | 脚本 | 監督 |
| ------ | -------- | -------------------------- | ---- | ---- |
| 第1話  | 10月20日 | TL漫画はエッチみが命       |      |      |
| 第2話  | 10月27日 | 初めての味変キス           |      |      |
| 第3話  | 11月03日 | キスのその先って…          |      |      |
| 第4話  | 11月10日 | 次の妄想を掻き立てるのは…? |      |      |
| 第5話  | 11月17日 | 嫉妬からの仲直りエッチ     |      |      |
| 第6話  | 11月24日 | 過去を知って未来が見える   |      |      |
| 第7話  | 12月01日 | まさかの三角関係?          |      |      |
| 第8話  | 12月08日 | それぞれの決断             |      |      |
| 第9話  | 12月15日 | 本当に描きたい物語         |      |      |
| 最終話 | 12月22日 | 帰ってきたらいっぱいして。 |      |      |

| 読売テレビ ドラマDiVE                          | 読売テレビ ドラマDiVE                                    | 読売テレビ ドラマDiVE                                |
| 前番組                                         | 番組名                                                   | 次番組                                               |
| ---------------------------------------------- | -------------------------------------------------------- | ---------------------------------------------------- |
| 枠設置前につき無し                             | 帰ってきたらいっぱいして。 （2023年10月20日 - 12月22日） | 好きやねんけどどうやろか （2024年1月12日 - 3月15日） |
| 読売テレビ 金曜 0:59 - 1:29枠                  |                                                          |                                                      |
| ニノさん ※0:54 - 1:54 【95分繰り下げの上継続】 | 帰ってきたらいっぱいして。 【ここから「ドラマDiVE」枠】  | 好きやねんけどどうやろか                             |